# Dioscorea campos-portoi
Dioscorea campos-portoi är en enhjärtbladig växtart som beskrevs av Reinhard Gustav Paul Knuth. Dioscorea campos-portoi ingår i släktet Dioscorea och familjen Dioscoreaceae. Inga underarter finns listade i Catalogue of Life.